# Norma Jean (Sängerin)

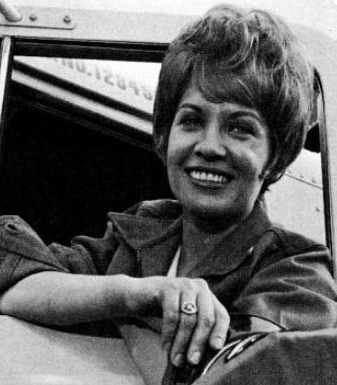
Norma Jean (1968)

Norma Jean Baesler (* 30. Januar 1938 in Wellston, Oklahoma) ist eine US-amerikanische Country-Sängerin die 1967 und 1965 jeweils für einen Grammy award nominiert war.

## Biografie
Norma Jean Baesler bewunderte schon als Kind die berühmte Country-Sängerin Kitty Wells, die ihren Stil stark beeinflusste. Ihr Debüt als professionelle Sängerin hatte sie im Alter von zwölf Jahren, als ihre Interpretation von If Teardrops Were Pennies im Oklahoma City Radio gespielt wurde.
Der Durchbruch gelang ihr 1958 als Mitglied der TV-Sendung Ozark Jubilee; ihr dortiger Kollege Red Foley regte an, ihren Namen auf Norma Jean zu verkürzen.
Sie war in den 1960er Jahren Mitglied der damals sehr beliebten Porter Wagoner Show und wurde dort 1967 von der noch unbekannten Dolly Parton abgelöst. Einige ihrer Singles, darunter Let’s Go All The Way und The Game Of Triangles, waren erfolgreich und erreichten in den 1960ern die Top 10 und Top 20.

## Diskografie

### Alben
| Jahr | Titel                                     | Höchstplatzierung, Gesamtwochen, AuszeichnungChartsChartplatzierungen (Jahr, Titel, Platzierungen, Wochen, Auszeichnungen, Anmerkungen) | Anmerkungen                     |
| Jahr | Titel                                     | Country | Anmerkungen                     |
| ---- | ----------------------------------------- | --- | ------------------------------- |
| 1964 | The Porter Wagoner Show                   | Country13 (3 Wo.)Country | mit Porter Wagoner              |
| 1966 | Pretty Miss Norma Jean                    | Country3 (20 Wo.)Country |                                 |
| 1966 | Please Don’t Hurt Me                      | Country8 (13 Wo.)Country |                                 |
| 1966 | Norma Jean Sings a Tribute to Kitty Wells | Country23 (9 Wo.)Country |                                 |
| 1967 | The Game of Triangles                     | Country18 (8 Wo.)Country | mit Bobby Bare und Liz Anderson |
| 1967 | Norma Jean Sings Porter Wagoner           | Country19 (12 Wo.)Country |                                 |
| 1967 | Jackson Ain’t a Very Big Town             | Country11 (18 Wo.)Country |                                 |
| 1967 | Heaven’s Just a Prayer Away               | Country44 (2 Wo.)Country |                                 |
| 1968 | Body and Mind                             | Country37 (6 Wo.)Country |                                 |
| 1968 | Love’s a Woman’s Job                      | Country39 (2 Wo.)Country |                                 |
| 1970 | It’s Time for Norma Jean                  | Country45 (2 Wo.)Country |                                 |

Weitere Alben
- 1964: Let’s Go All the Way
- 1968: Heaven Help the Working Girl
- 1969: Country Giants
- 1970: Another Man Loved Me Last Night
- 1971: Norma Jean
- 1972: Norma Jean Sings Hank Cochran
- 1972: Thank You for Loving Me
- 1972: I Guess That Comes from Being Poor
- 1973: The Only Way to Hold Your Man
- 1990: One Day at a Time
- 1996: First Ladies of Country  (mit Melba Montgomery)
- 2005: The Loneliest Star in Texas
- 2014: Aged to Perfection

### Kompilationen
| Jahr | Titel                  | Höchstplatzierung, Gesamtwochen, AuszeichnungChartsChartplatzierungen (Jahr, Titel, Platzierungen, Wochen, Auszeichnungen, Anmerkungen) | Anmerkungen |
| Jahr | Titel                  | Country | Anmerkungen |
| ---- | ---------------------- | --- | ----------- |
| 1969 | The Best of Norma Jean | Country26 (7 Wo.)Country |             |

Weitere Kompilationen
- 1965: The Country’s Favorite
- 1971: It Wasn’t God Who Made Honky Tonk Angels
- 1983: Pretty Miss Norma Jean
- 1990: 20 Country Classics
- 1996: My Best to You
- 2000: The Best of Norma Jean
- 2011: Heaven Help the Working Girl
- 2018: The Essential Norma Jean: The RCA Years
- 2019: Columbia Singles

### Singles
| Jahr | Titel Album                                                      | Höchstplatzierung, Gesamtwochen, AuszeichnungChartsChartplatzierungen (Jahr, Titel, Album, Platzierungen, Wochen, Auszeichnungen, Anmerkungen) | Anmerkungen                     |
| Jahr | Titel Album                                                      | Country | Anmerkungen                     |
| ---- | ---------------------------------------------------------------- | --- | ------------------------------- |
| 1963 | Let’s Go All the Way                                             | Country11 (19 Wo.)Country |                                 |
| 1964 | I’m a Walkin’ Advertisement (For the Blues) Let’s Go All the Way | Country32 (11 Wo.)Country |                                 |
| 1964 | Put Your Arms Around Her Let’s Go All the Way                    | Country25 (16 Wo.)Country |                                 |
| 1964 | Go Cat Go Pretty Miss Norma Jean                                 | Country8 (22 Wo.)Country |                                 |
| 1965 | I Cried All the Way to the Bank Pretty Miss Norma Jean           | Country21 (8 Wo.)Country |                                 |
| 1965 | I Wouldn’t Buy a Used Car From Him Pretty Miss Norma Jean        | Country8 (14 Wo.)Country |                                 |
| 1965 | You’re Drivin’ Me Out of My Mind Please Don’t Hurt Me            | Country41 (3 Wo.)Country |                                 |
| 1965 | Then Go Home to Her Please Don’t Hurt Me                         | Country48 (1 Wo.)Country |                                 |
| 1966 | Shirt Pretty Miss Norma Jean                                     | Country28 (8 Wo.)Country |                                 |
| 1966 | Pursuing Happiness Pretty Miss Norma Jean                        | Country28 (11 Wo.)Country |                                 |
| 1966 | Wife of the Party The Game of Triangles                          | Country22 (12 Wo.)Country | mit Bobby Bare und Liz Anderson |
| 1966 | The Game of Triangles                                            | Country5 (15 Wo.)Country | mit Bobby Bare und Liz Anderson |
| 1966 | Don’t Let the Doorknob Hit You Jackson Ain’t a Very Big Town     | Country24 (13 Wo.)Country |                                 |
| 1966 | Conscience Keep An Eye On Me Jackson Ain’t a Very Big Town       | Country48 (10 Wo.)Country |                                 |
| 1967 | Jackson Ain’t a Very Big Town                                    | Country38 (10 Wo.)Country |                                 |
| 1967 | Heaven Help the Working Girl                                     | Country18 (14 Wo.)Country |                                 |
| 1968 | Truck Drivin’ Woman With Body and Mind                           | Country53 (6 Wo.)Country |                                 |
| 1968 | You Changed Everything About Me But My Name Love’s a Woman’s Job | Country35 (10 Wo.)Country |                                 |
| 1968 | One Man Band                                                     | Country61 (5 Wo.)Country |                                 |
| 1969 | Dusty Road Country Giants                                        | Country44 (8 Wo.)Country |                                 |
| 1970 | Whiskey Six Years Old It’s Time for Norma Jean                   | Country48 (9 Wo.)Country |                                 |
| 1971 | Kind of Needin’ I Need Thanks to You for Lovin’ Me               | Country42 (9 Wo.)Country |                                 |
| 1982 | Let’s Go All the Way                                             | Country68 (5 Wo.)Country | mit Claude Gray                 |